# Конестога Тауншип (округ Ланкастер, Пенсільванія)
Конестога Тауншип (англ. Conestoga Township) — селище (англ. township) в США, в окрузі Ланкастер штату Пенсільванія. Населення — 3914 особи (2020).

## Демографія
Згідно з переписом 2010 року, у селищі мешкало 3776 осіб у 1426 домогосподарствах у складі 1100 родин. Було 1508 помешкань
Расовий склад населення:
| - 97,3 % — білих - 0,7 % — чорних або афроамериканців - 0,6 % — азіатів - 0,2 % — корінних американців |

До двох чи більше рас належало 0,8 %. Частка іспаномовних становила 2,1 % від усіх жителів.
За віковим діапазоном населення розподілялося таким чином: 22,3 % — особи молодші 18 років, 65,3 % — особи у віці 18—64 років, 12,4 % — особи у віці 65 років та старші. Медіана віку мешканця становила 42,1 року. На 100 осіб жіночої статі у селищі припадало 105,3 чоловіків;  на 100 жінок у віці від 18 років та старших — 105,3 чоловіків також старших 18 років.
Середній дохід на одне домашнє господарство  становив 73 604 долари США (медіана — 64 522), а середній дохід на одну сім'ю — 82 934 долари (медіана — 71 528). Медіана доходів становила 50 464 долари для чоловіків та 39 583 долари для жінок. За межею бідності перебувало 4,3 % осіб, у тому числі 4,3 % дітей у віці до 18 років та 7,8 % осіб у віці 65 років та старших.
Цивільне працевлаштоване населення становило 2273 особи. Основні галузі зайнятості: освіта, охорона здоров'я та соціальна допомога — 23,5 %, будівництво — 14,5 %, науковці, спеціалісти, менеджери — 9,2 %, виробництво — 8,8 %.